# Pascal Grandmaison
Pascal Grandmaison, né en 1975 à Montréal est un artiste, vidéaste et réalisateur.

## Biographie

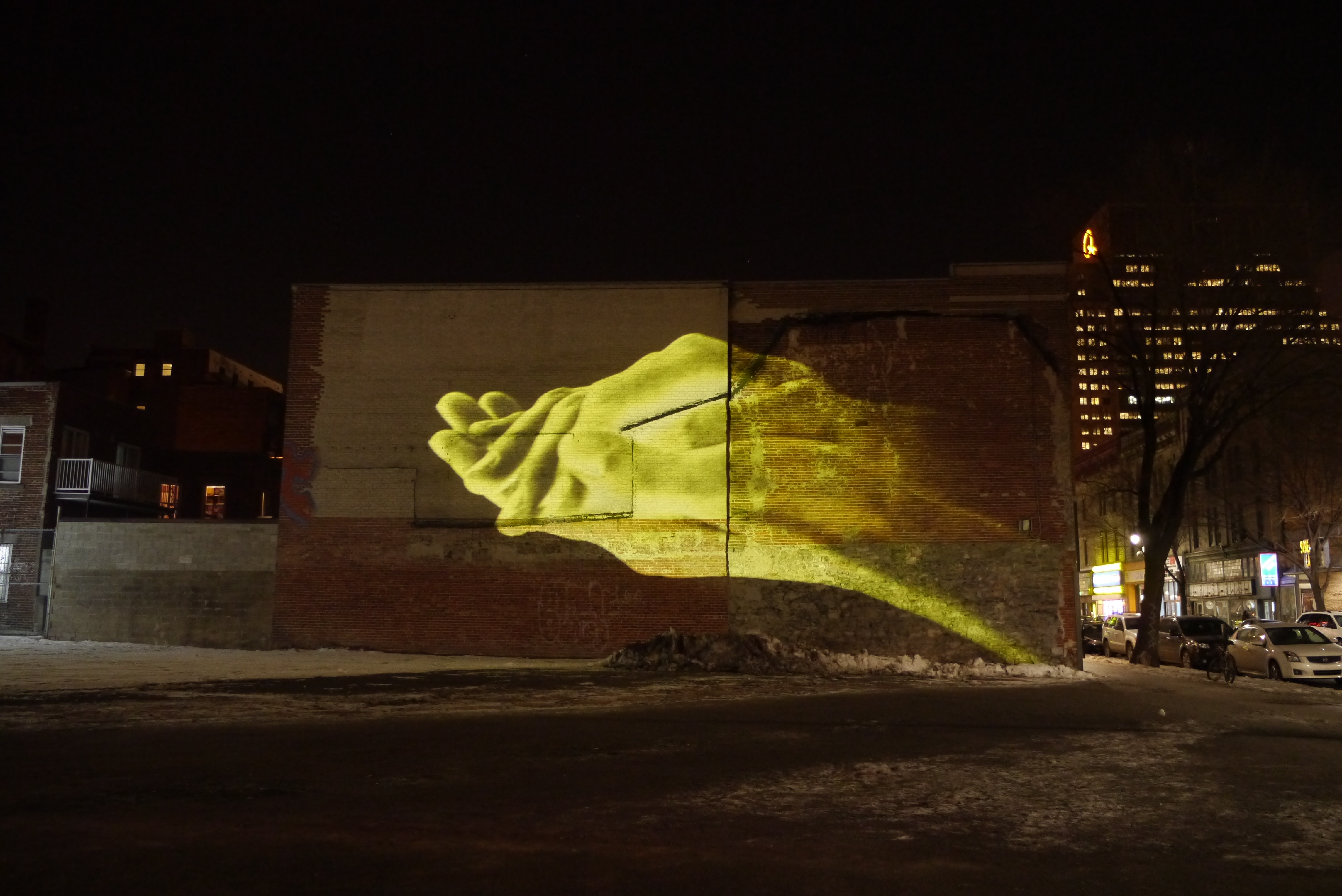
Le jour des 8 soleils, vidéoprojection, Pascal Grandmaison, en collaboration avec Antoine Bédard, Marie-Claire Blaie, Serge Murphy, Simon Guilbault et Pierre Lapointe, 2012.

Il obtient en 1997, un baccalauréat en arts visuels et médiatiques de l’Université du Québec à Montréal. 
« [Mon œuvre] porte sur le pouvoir de réflexion que l’on peut avoir sur les choses et sur les autres, sur le monde qui nous entoure autant que sur notre propre univers intérieur » 2006

## Prix et distinctions
- 2003 : Prix Pierre-Ayot
- 2015 : Prix de la Fondation Ramon John Hnatyshyn pour les arts visuels[3]

## Musées et collections publiques
- Galerie de l'UQAM
- Musée d'art contemporain de Montréal
- Musée d'art de Joliette
- Musée des beaux-arts de Montréal
- Musée des beaux-arts du Canada[4]
- Musée national des beaux-arts du Québec[5]